# Road & Track
Road & Track (R&T) — ежемесячный популярный американский автомобильный журнал, основанный в 1947 году. Издание публикуется медиаконгломератом Hearst Corporation. Головной офис расположен в городе Анн-Арбор, США.
Журнал фокусируется как на серийных, так и гоночных автомобилях. Содержание иллюстрированных статей включает тест-драйвы, обзоры последних серийных автомобилей и их технического оснащения, новости из мира автоспорта, освещение автомобильных премьер и другие околоавтомобильные темы. Как и множество иных автомобильных изданий «Road & Track» публикует ежегодный список десяти лучших автомобилей по версии редакции.

## История
Автомобильное издание «Road & Track» было основано в городе Нью-Йорк в 1947 году двумя друзьями, Уилфредом Х. Брехаутом (англ. Wilfred H. Brehaut) и Джозефом С. (англ. Joseph S.). Будучи опубликованным всего 6 раз в период с 1948 по 1949 год издание испытывало затруднения на ранних годах своего существования. В 1952 году постоянный автор и редактор Джон Бонд стал владельцем издания, которое впоследствии начало увеличивать свои рейтинги и было продано CBS Publications в 1972 году. В 1988 году Hachette Filipacchi Media U.S. выкупила права на журнал.
В 2004 году редакция издания «Road & Track» разработала новую концепцию журнала под названием «Speed», который должен был фокусироваться на доработке автомобилей вторичного рынка. В выпуске за февраль 2006 года было объявлено, что журнал более не будет публиковаться в качестве печатного СМИ, а перейдёт на электронный формат. В октябре 2008 года Мэтт Де Лоренцо (англ. Matt DeLorenzo) стал главным редактором, сменив Тоса Л. Брайанта (англ. Thos L. Bryant), который занимал этот пост на протяжении 20 лет.
В 2011 году медиаконгломерат Hearst Corporation выкупил права на издание. В июне 2012 года Ларри Вебстер взял на себя роль главного редактора журнала, а Мэтт Де Лоренцо стал постоянным советником. Кроме того, в 2012 году издание перенесло свою деятельность из Ньюпорт-Бич, штат Калифорния, в город Анн-Арбор, штат Мичиган. В 2013 году концерн Hearst Corporation рассматривал вопрос о закрытии журнала по причине растущей убыточности издания, однако данный вопрос был отложен.
Качество публикуемых материалов журнала не раз подвергалось критике до тех пор, пока издание не возглавил Вебстер, который привлёк новых авторов и переработал дизайн журнала. В феврале 2016 года после ухода Вебстера с поста главного редактора его место занял Ким Вулфкилл (англ. Kim Wolfkill).
Журнал Road & Track тесно сотрудничает с другим американским изданием Car and Driver, также публикуемым Hearst Corporation.